# Plymouth (Connecticut)
Plymouth város az USA Connecticut államában, Litchfield megyében. Lakosainak száma 11 671 fő (2020. április 1.).

## Népesség
A település népességének változása:

| 2010 | 12 243 |
| 2020 | 11 671 |